# Irene Monroset
Irene Monroset Guillén (Fonz, 1912-Sitges, 1979) fue una farmacéutica española.

## Trayectoria

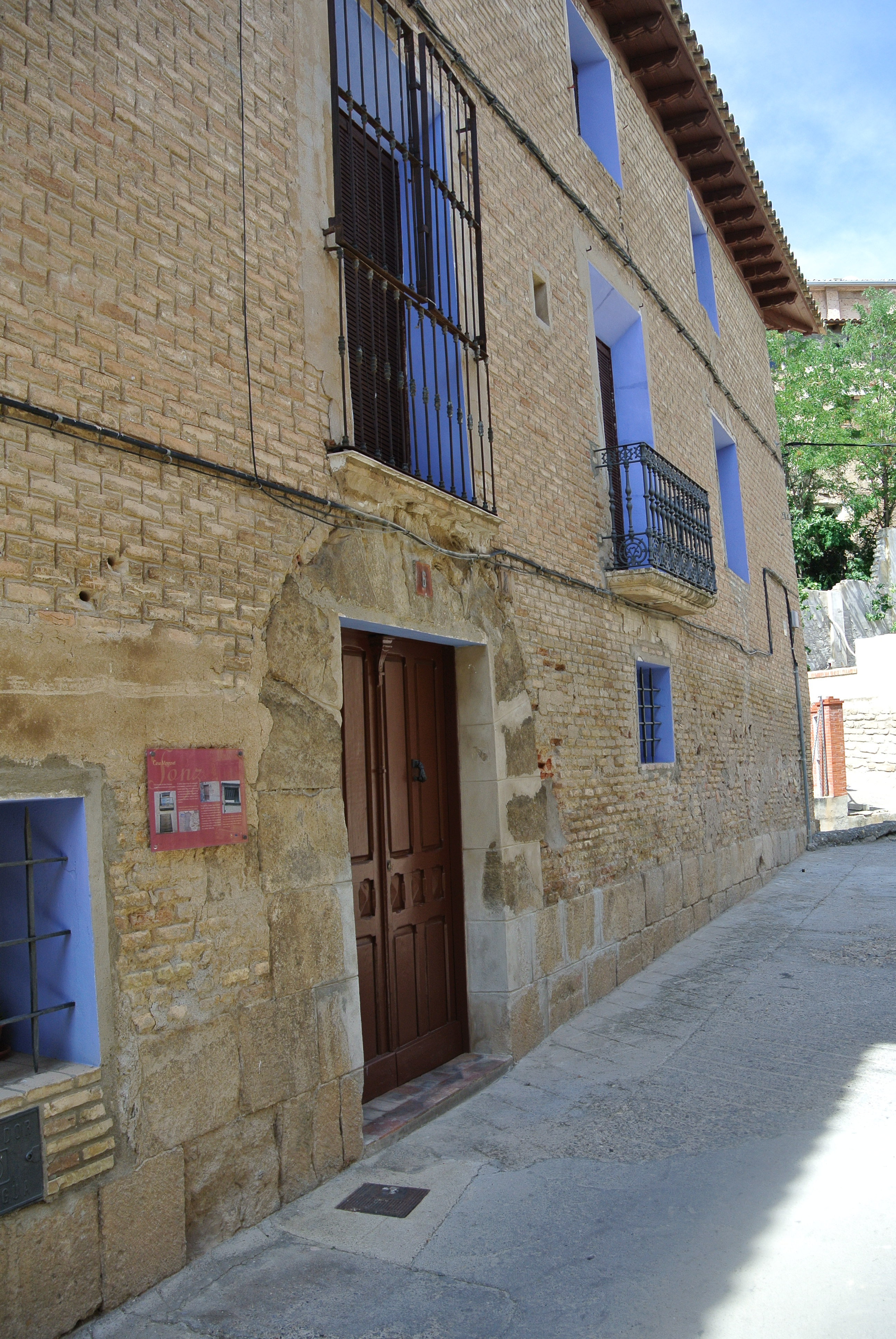
Casa de Irene Monroset

Monroset nació en Fonz, en Huesca, y fue una de las hijas de Pilar Guillén Viladomat y José Monroset Portella. Tuvo dos hermanos y provenía de una familia muy conocida en Fonz. Siendo muy joven se trasladó con su familia a Barcelona, aunque mantuvieron contacto con Fonz. Allí se conserva la casa donde nació, con dos fachadas que confluyen en un ángulo puntiagudo que la hace muy reconocible.
Se licenció en Farmacia en la Universidad de Barcelona en 1932 y figura en la publicación conmemorativa de los 25 años de esta promoción publicada por la Sociedad Catalana de Historia de la farmacia. Se registró en el Colegio de Farmacéuticos de Huesca en 1938.
En la década de 1960, trabajó en diversos laboratorios de Barcelona hasta trasladarse a Sitges donde pasó los últimos años de su vida.

### Mercromina
Se le atribuye erróneamente el descubrimiento de la Mercromina, ya que tenía 6 años cuando Hugh Hampton Young descubrió en 1918 sus propiedades antisépticas.
Lo que sí es cierto es que trabajaba en Lainco, el laboratorio que registró y comercializó en España el antiséptico con el nombre de Mercromina. También es errónea la atribución al químico José Antonio Serrallach, propietario de Lainco. 

## Reconocimientos
En 1979, Monroset recibió a título póstumo la Medalla de la Facultat de Farmàcia de la Universidad de Barcelona con la que se reconocía su aportación a la investigación científica. En 2017, el Casino de Huesca realizó una exposición en la que incluyó a Monroset como figura destacada para homenajear su labor como investigadora.
De las 10 casas palaciegas que hay en Fonz, su ciudad natal, una de ellas lleva el nombre de Mercromina en homenaje a Monroset.